# Corynophora torrentellus
Corynophora torrentellus là một loài bướm đêm trong họ Crambidae.